# Système de référence céleste international
Le Système de référence céleste international (SRCI ; en anglais International Celestial Reference System, ICRS) est un ensemble de conventions adoptées par l'Union astronomique internationale pour normaliser le système de coordonnées équatoriales. Il définit l'orientation des pôles célestes et du point vernal grâce aux données récoltées dans le cadre de l'ICRF. L'ICRS a été adopté par l'UAI en 1997 au cours de sa 23e assemblée générale et est en vigueur depuis le 1er janvier 1998.
Dans l'ICRS, le centre de la sphère céleste est le barycentre du système solaire, au sens de la relativité générale. La précision atteinte dans l'orientation des pôles et du point vernal est de l'ordre du millième de seconde d'arc. Le catalogue Hipparcos a été le premier à être exprimé en coordonnées ICRS.